# Pleuranthodium peekelii
Pleuranthodium peekelii là một loài thực vật có hoa trong họ Gừng. Loài này được Theodoric Valeton miêu tả khoa học đầu tiên năm 1914 dưới danh pháp Alpinia peekelii. Năm 1991, Rosemary Margaret Smith chuyển nó sang chi Pleuranthodium.

## Phân bố
Loài này có ở quần đảo Bismarck: Neu Mecklenburg; Namatanai; Patinari, Buschand, thuộc Papua New Guinea. Mẫu định danh số 765 do linh mục người Đức là Gerhard Peekel (1876-1949) thu thập năm 1911.